# 凯特琳·詹纳

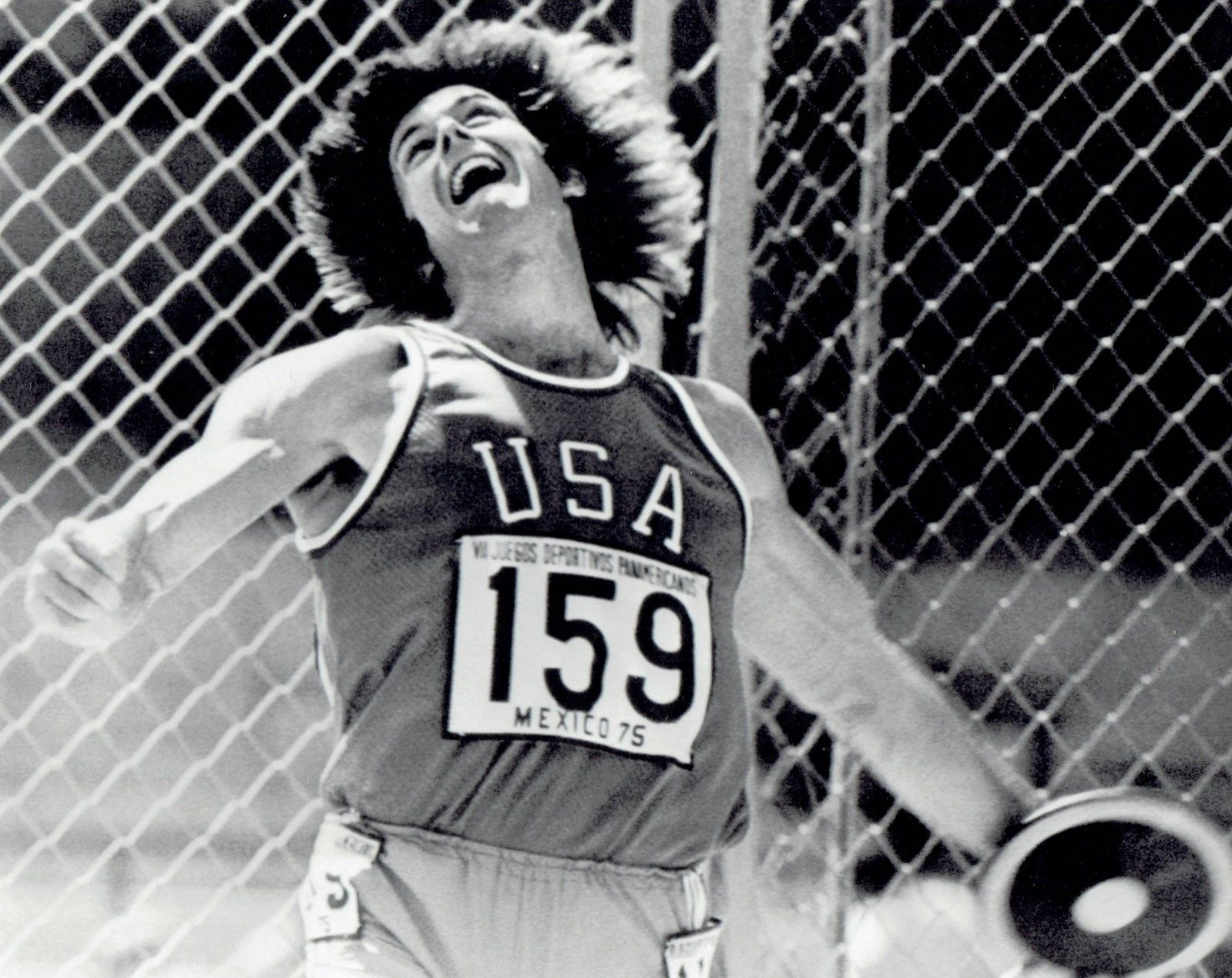
1975年泛美運動會田徑十項混合運動

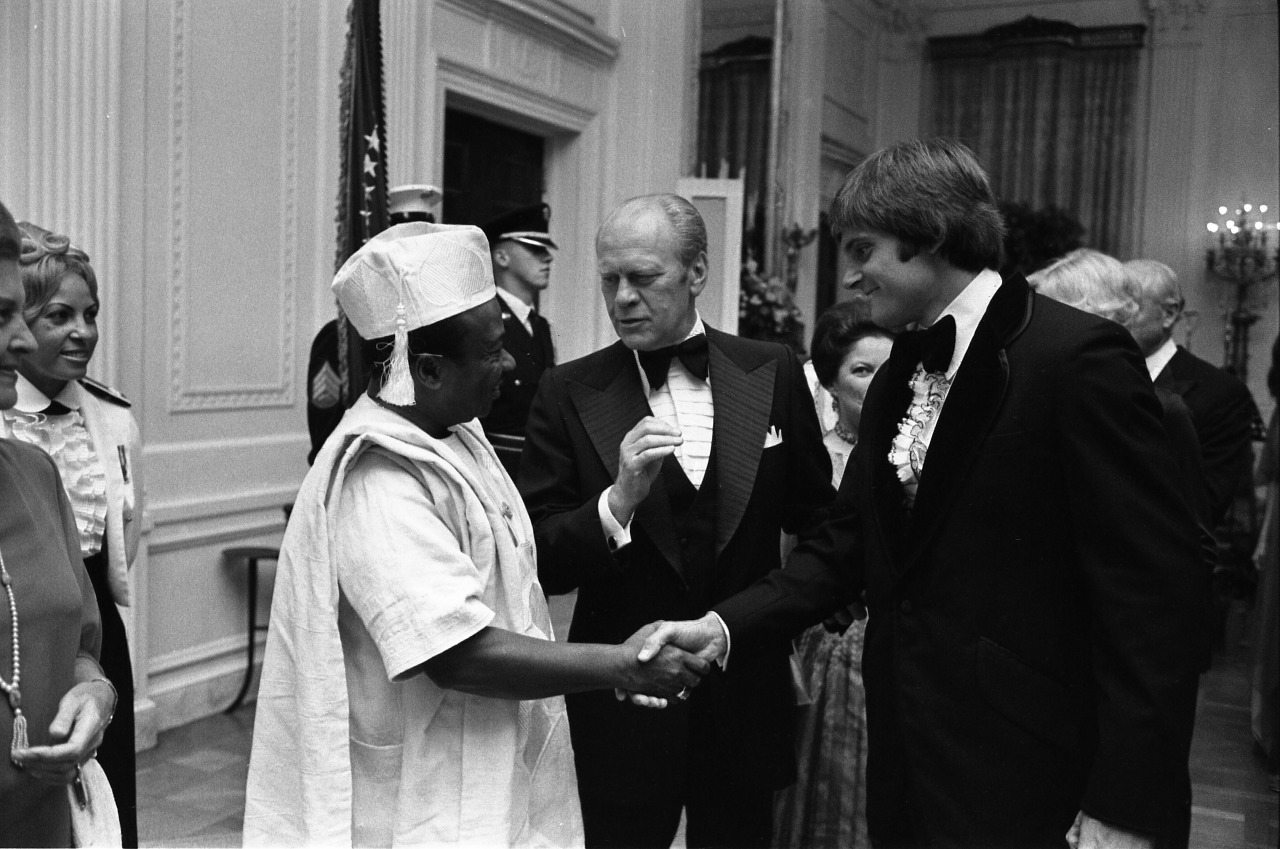
1976年9月21日，詹納（右）在白宮迎接利比里亞總統威廉·理查德·托爾伯特，美國總統傑拉爾德·福特在一旁觀看

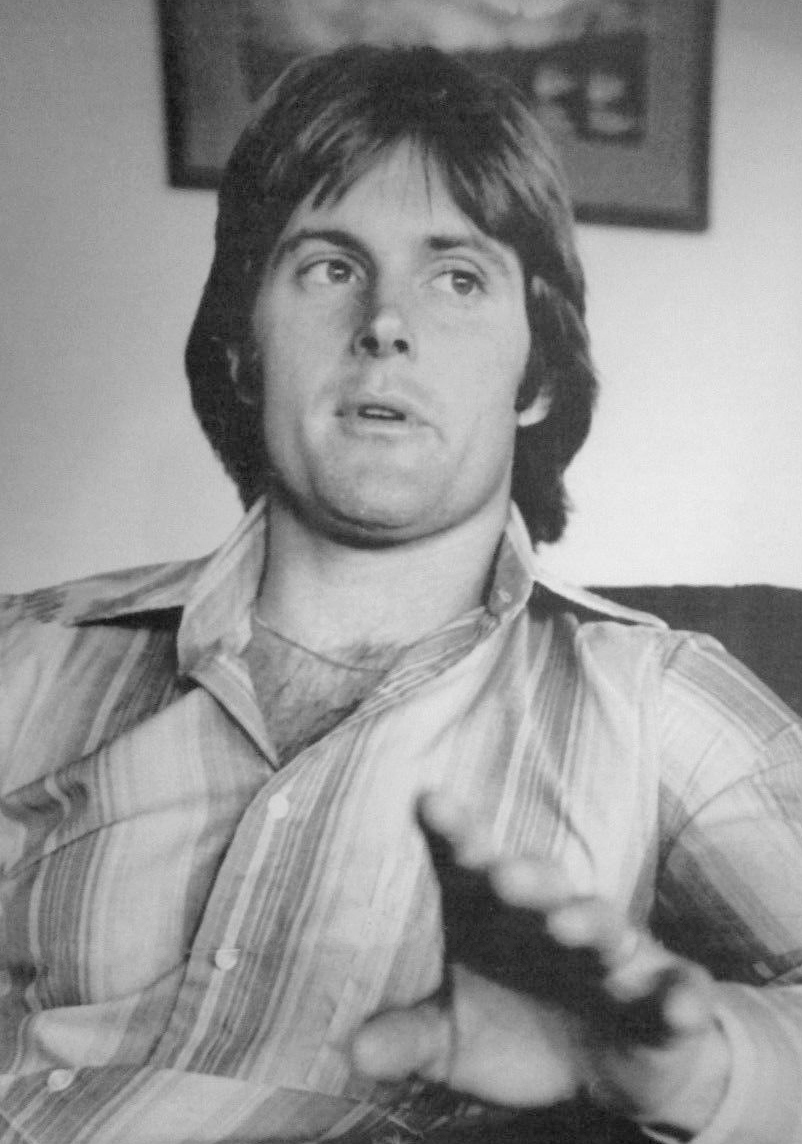
1977年

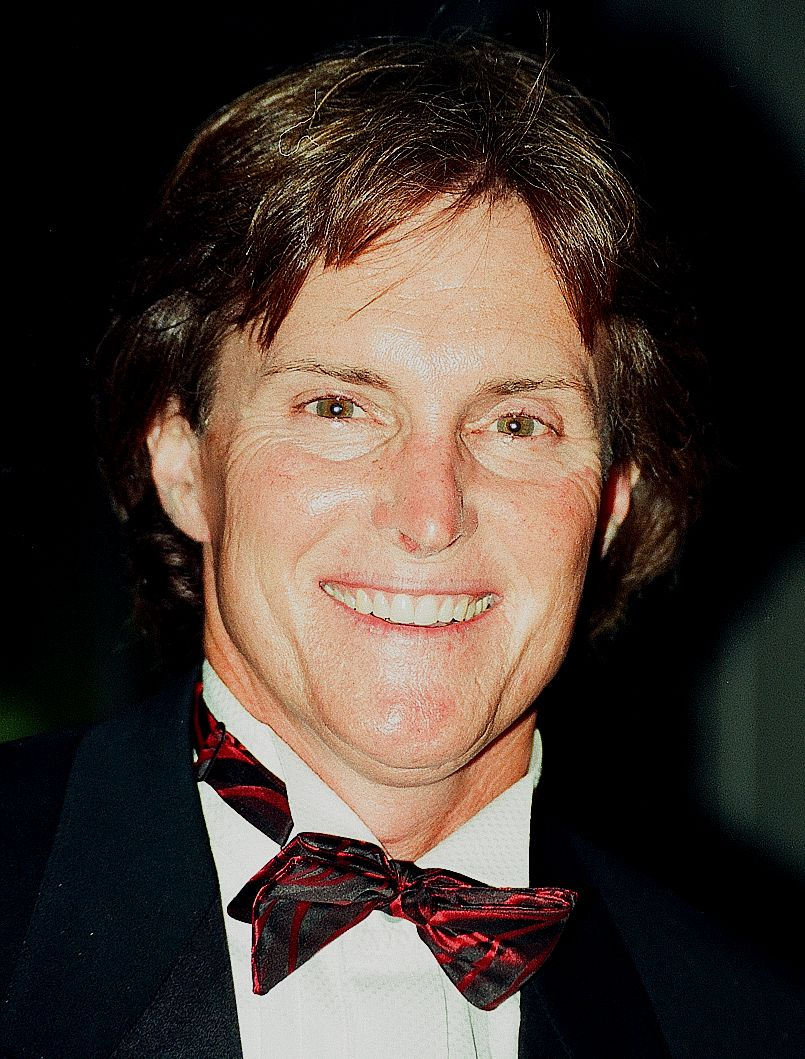
1996年

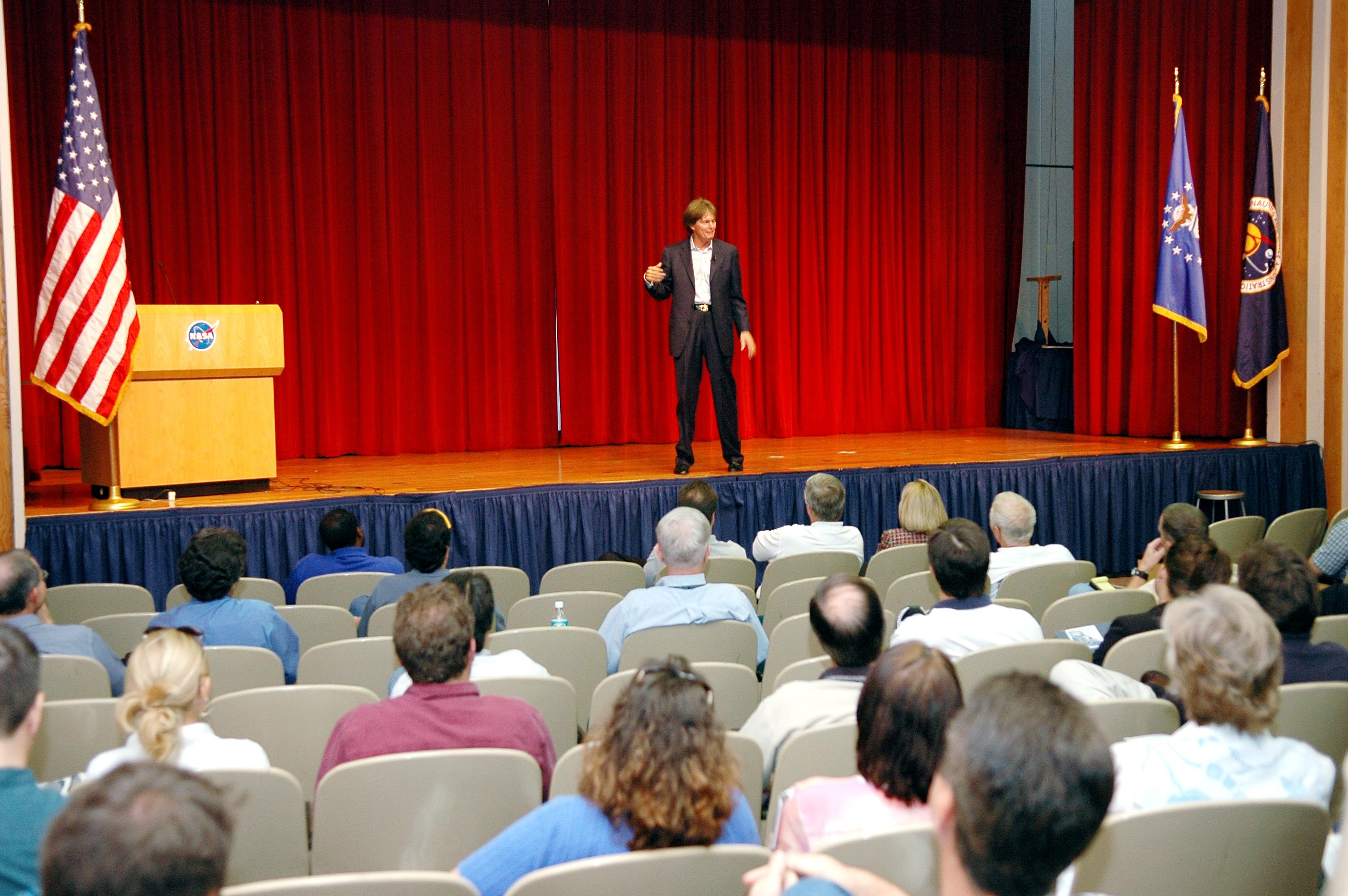
2004年

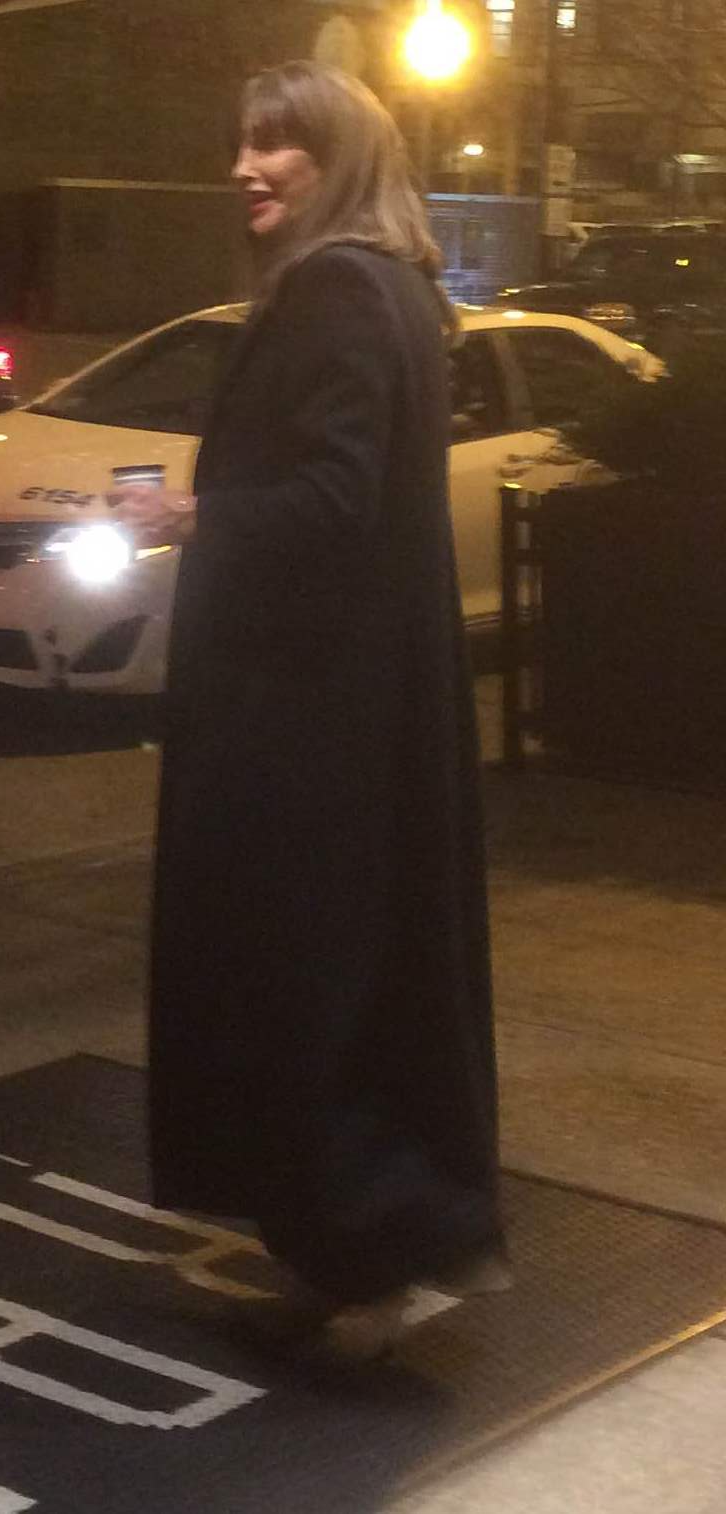
2015年

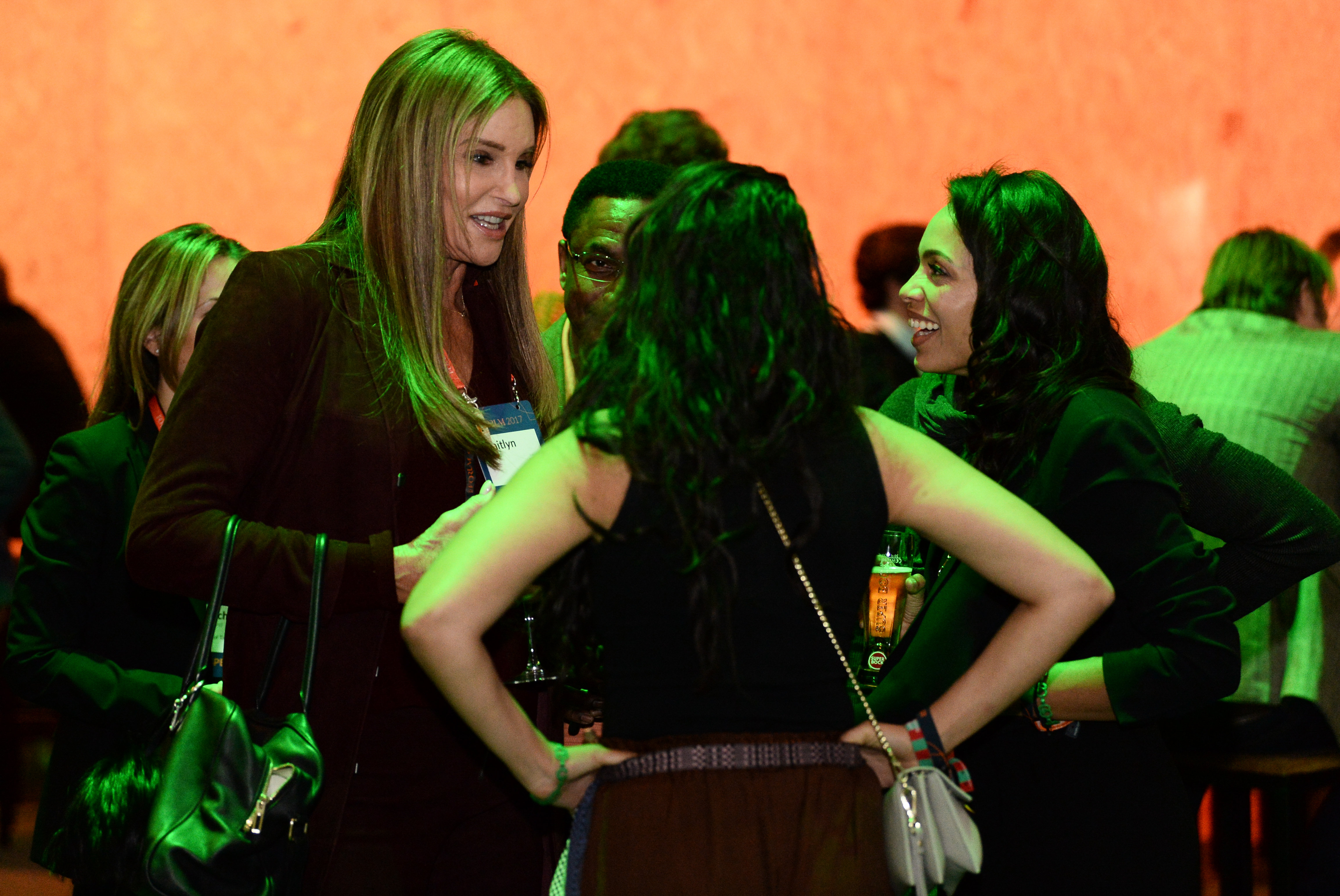
2017年

凯特琳·詹纳（英語：Caitlyn Jenner，1949年10月28日—），出生名为布鲁斯·詹纳（英語：Bruce Jenner）是美国国旗电视节目名人和前田径运动员，曾获1976年夏季奥林匹克运动会男子十项全能冠军。

## 变性
2015年4月，凯特琳·詹纳在《20/20》接受黛安·索耶的访谈中，讲到自己从年轻时便出现了性別不安症，认为自己是一个女人，而如今作为跨性别女性已经出柜。凯特琳多年前已开始接受荷尔蒙代替治疗（Hormone replacement therapy）。

## 外部連結
- 凯特琳·詹纳在World Athletics（英语）
- 凯特琳·詹纳在USATF Hall of Fame (archived)（英语）
- 凯特琳·詹纳在RealGM（球員）（英语）
- 凯特琳·詹纳在Olympics.com（英语）
- 凯特琳·詹纳在Olympedia（英语）
- 凯特琳·詹纳在Team USA Hall of Fame（英语）
- 凯特琳·詹纳在Iowa Sports Hall of Fame（英语）
- 凯特琳·詹纳的X（前Twitter）
- 凯特琳·詹纳在互联网电影资料库（IMDb）上的資料（英文）